# Michael Longley
Michael Longley (ur. 27 lipca 1939 w Belfaście, zm. 22 stycznia 2025 tamże) – poeta irlandzki, jeden z twórców nowoczesnej szkoły liryki w Irlandii Północnej. 
Ukończył filologię klasyczną w Trinity College w Dublinie (1963). Debiutował w 1969 tomem No Continuing City. Laureat prestiżowych nagród literackich (m.in. w 1991 Nagrody Whitbread w dziedzinie poezji za tomik Gorse Fires oraz w 2000 T.S. Eliot Prize (za tomik The Weather in Japan). Mieszkał w Belfaście wraz z żoną Edną, krytyczką literacką.
Był członkiem Aosdána, irlandzkiego stowarzyszenia grupującego twórców.
W Polsce jego twórczość jest znana dzięki przekładom Piotra Sommera (Lodziarz z Lisburn Road 1998).

## Wybrana twórczość
- Ten Poems (1965)
- Secret Marriages: Nine Short Poems (1968)
- No Continuing City (1969)
- Lares (1972)
- An Exploded View (1973)
- Fishing in the Sky: Love Poems (1975)
- Man Lying on a Wall (1976)
- The Echo Gate (1979)
- Patchwork (1981)
- Poems 1963-1983 (1985)
- Poems 1963-1980 (1981)
- Gorse Fires (1991)
- Baucis and Philemon: After Ovid (1993)
- Birds and Flowers: Poems (1994)
- Tuppeny Stung: Autobiographical Chapters (1994)
- The Ghost Orchid (1996)
- Ship of the Wind (1997)
- Broken Dishes (1998)
- Selected Poems (1998)
- The Weather in Japan (2000)
- Snow Water (2004)
- Collected Poems (2006)